# Guillaume Gouffier de Bonnivet

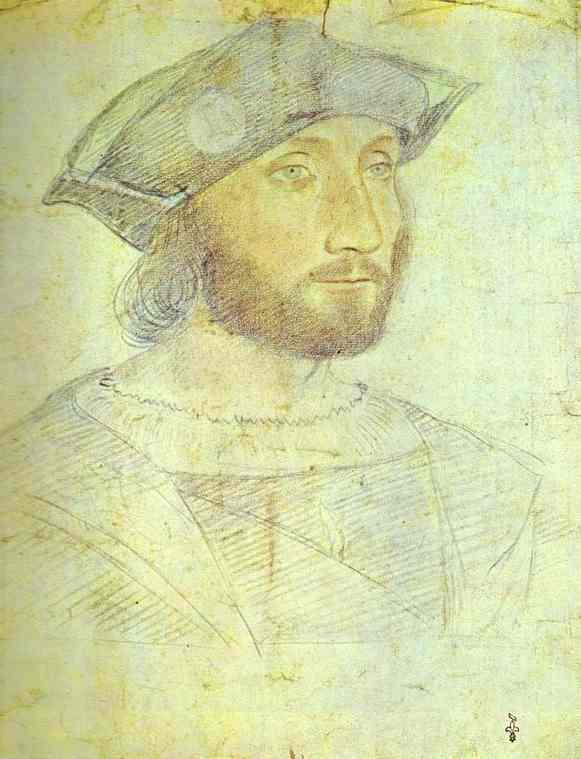
Guillaume Gouffier de Bonnivet, målad Jean Clouet omkring 1516.

Guillaume Gouffier de Bonnivet, född 1488 och död 24 februari 1525, var en fransk militär.
Bonnivet försökte vid kejsarvalet 1519 vinna över kurfurstarnas röster från Frans I av Frankrike, men utan att lyckas. Han stupade i slaget vid Pavia.